# Joaquim Dos Santos
Joaquim dos Santos (Portugal, 22 de junio de 1977) es un productor y director de televisión luso-estadounidense de series de animación, más conocido por su trabajo de dirección en Liga de la Justicia Ilimitada, Avatar: la leyenda de Aang, La leyenda de Korra y Voltron: El Defensor Legendario.
Hizo su debut como director cinematográfico en la película animada Spider-Man: Across the Spider-Verse (2023).

## Carrera
Fue un artista de guion gráfico para la Liga de la Justicia antes de ser ascendido a codirector en la rebautizada tercera temporada del programa. Dirigió la mitad de los episodios de Liga de la Justicia Ilimitada junto con su compañero del Universo animado de DC, Dan Riba, incluyendo el episodio final "Destroyer". Se unió al equipo de Avatar: la leyenda de Aang en la mitad de la segunda temporada del programa como artista de guion gráfico, y comenzó a dirigir episodios en la tercera temporada, incluyendo las dos últimas partes del final de la serie de cuatro partes. Más tarde trabajó en la serie derivada de Avatar, La leyenda de Korra, como codirector de la primera temporada (junto con Ki Hyun Ryu) y coproductor ejecutivo de la serie en su totalidad.
Dos Santos también dirigió la miniserie G.I. Joe: Resolute, tras la cual volvió a la Warner Bros. Animation, donde dirigió dos cortometrajes de DC Showcase: The Spectre (que acompaña a la película directa a vídeo Justice League: Crisis on Two Earths) y Jonah Hex (sobre Batman: Under The Red Hood). También trabajó como productor ejecutivo y coprotagonista en la serie de animación Voltron: El Defensor Legendario con Lauren Montgomery. Actualmente está a cargo de la dirección de la serie Spider-Man: Un nuevo universo, que se estrenará el 7 de octubre de 2022.
Algunos fans lo han apodado "Doctor Pelea" por su habilidad para coreografiar secuencias de lucha y piezas de acción.[cita requerida]